# Voisin

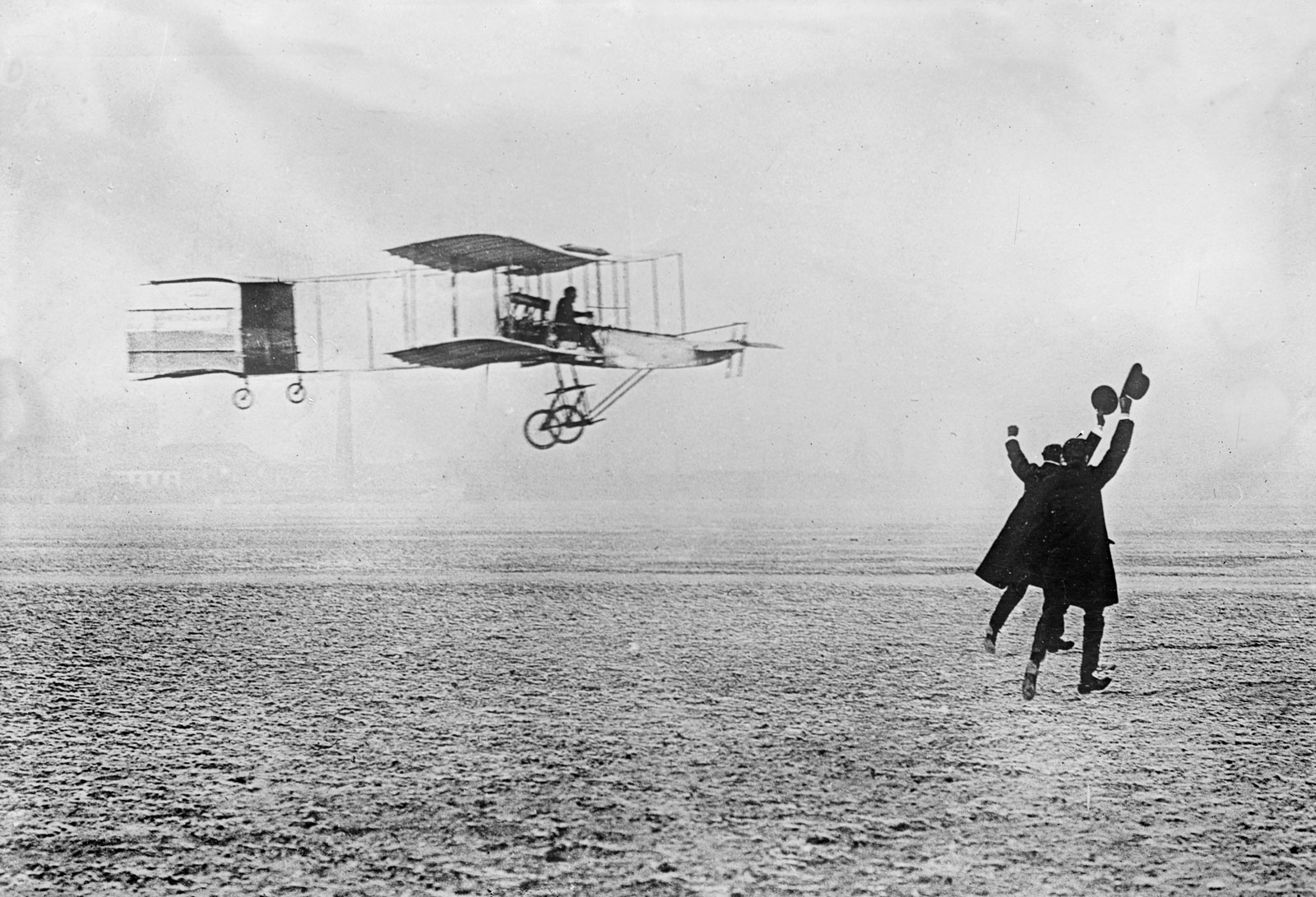
Voisin-Farman 1 wygrywający Grand Prix de l'aviation, 13 stycznia 1908

Voisin – francuski producent samolotów lat 1906-1918. Firma została założona przez braci Gabriela i Charles'a Voisin. Po śmierci Charles'a przekształcona w firmę produkująca samochody Avions Voisin.
Do najbardziej znanych samolotów należały: Voisin Canard (1911) i Voisin III (1914).